# Zákoník Manuův
Zákoník Manuův (sskr. Manusmrti nebo Mánavadharmašástra) je starý indický text, napsaný v sanskrtu a obsahující souhrn bráhmanské moudrosti, včetně právních předpisů a životních rad. Podle hinduistické tradice je to slovo samého Brahmy, které jeho syn Manu vykládá mudrci Bhriguovi a pak celá dharmašástrová tradice komentuje a vykládá. Vznikl patrně mezi 2. stoletím př. n. l. a 2. stoletím n. l. v severní Indii. Evropané se s ním seznámili díky anglickému překladu W. Jonese z roku 1794.

## Obsah
Manu, syn Brahmův a „praotec lidstva“, ve 12 knihách vysvětluje skupině „vidoucích“ (rši) „zákony pro všechny společenské třídy“. V první části (1.1-119) mluví o původu světa, ve druhé (2.1-24) o pramenech zákona a ve zbytku o dharmě (cestě či zákonu) pro různé společenské třídy. Zde se nejprve vykládají pravidla a zákony pro bráhmany (2.26-6.97) včetně jejich žáků, pravidla a rady pro krále (7.1-9.325), pro kasty vaišjů a šúdrů (9.325-336) a konečně pravidla pro nepříznivé časy (10.1-125). 11. kniha je věnována pokání a 12. kniha výklad uzavírá a mluví o „plodech“ různých jednání.
Právní látka je obsahem 8. knihy a celou látku dělí do 18 „případů“: nespravedlnost (8.12), vyšetřování (8.23), majetek žen a dětí (8.27), principy práva (8.40), dlužník a věřitel (8.47), svědkové (8.61), falešní (8.89), přísaha a ordál (8.109), tresty (8.124), úroky (8.140), smlouvy (8.163), dluh, svěřený majetek (8.179), dary kněžím (8.206), neplacení, porušení smlouvy (8.214), odpovědnost (8.230), spory o meze (8.245), urážky (8.267), napadení (8.279), dopravní nehody (8.290), tělesné tresty (8.299), legitimita krále (8.301), tresty (8.314,) násilí (8.344), sexuální zločiny (8.352), pevné ceny (8.398), povinnosti sluhů (8.410).

## Účel a význam
Kniha patrně vznikla v bráhmanském (kněžském) prostředí jako shrnutí tradičních rad a pravidel, od zdvořilosti žáka až po prozíravou zahraniční politiku králů. Podle P. Olivella je to jakási nabídka spolupráce kněžských vrstev vůči vladařům v době po otřesech, souvisejících se vznikem buddhismu. Není to tedy zákoník v moderním slova smyslu a nikdy neměl přísně právní platnost, jak se domníval jeho první překladatel a soudce Nejvyššího soudu v Kalkatě William Jones. Měl však v hinduistické společnosti veliký vliv a byl také zdrojem argumentace v učených disputacích.
Manuův zákoník je bohatý zdroj informací o ideálech a do jisté míry i o skutečnosti staré indické společnosti. Poskytuje množství informací sociologických, právních i ekonomických a patří mezi důležité zdroje historie práva. Velkým obdivovatelem Zákoníku Manuova byl Friedrich Nietzsche, který v něm viděl dílo vznešených vrstev válečníků a kněží a zároveň ho používal jako zlý příklad ˝zušlechťování lidstva˝. Moderní badatelé však jeho výklad odmítají a pokládají za nepřiměřený indické skutečnosti.

## Komentáře
Nejstarší známý komentář je od Bháručiho (7.–11. století n. l.), z něhož se ovšem zachovala jen část. Jedním z nejvýznamnějších komentátorů byl Medhátithi (9.–11. století).